# وانا (آلمان)
وانا (به آلمانی: Wanna) یک شهر در آلمان است که در لاند هادلن (زامتگمایند) واقع شده‌است. وانا ۲٬۳۹۷ نفر جمعیت دارد.